# Plataforma Já Marchavas
A  Plataforma Já Marchavas é um movimento cívico português sediado na cidade de Viseu, destinado principalmente à promoção de causas ligadas aos direitos humanos e igualdade de género.

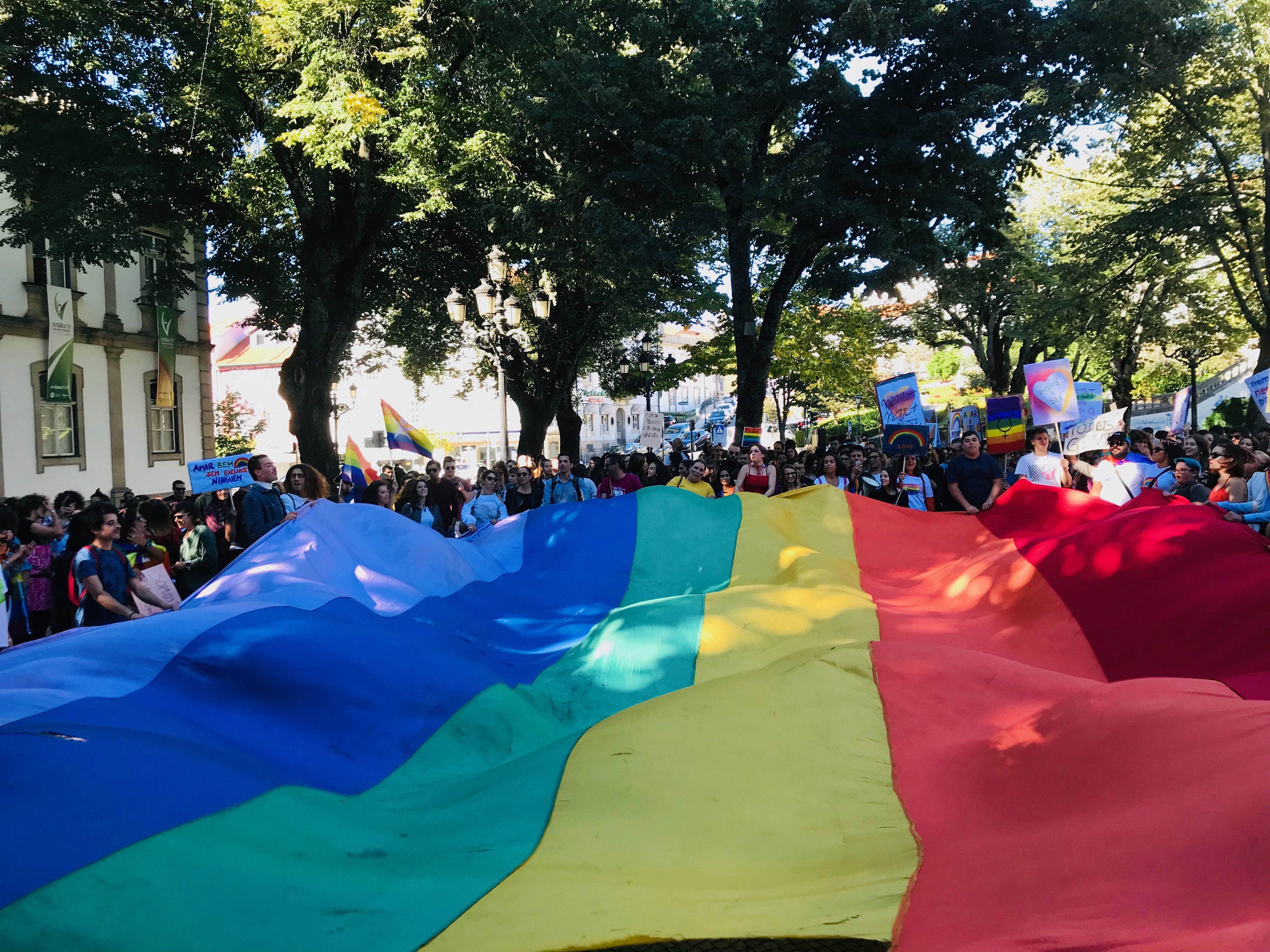
1.ª Marcha Pelos Direitos LGBTI+ de Viseu

## Descrição e história

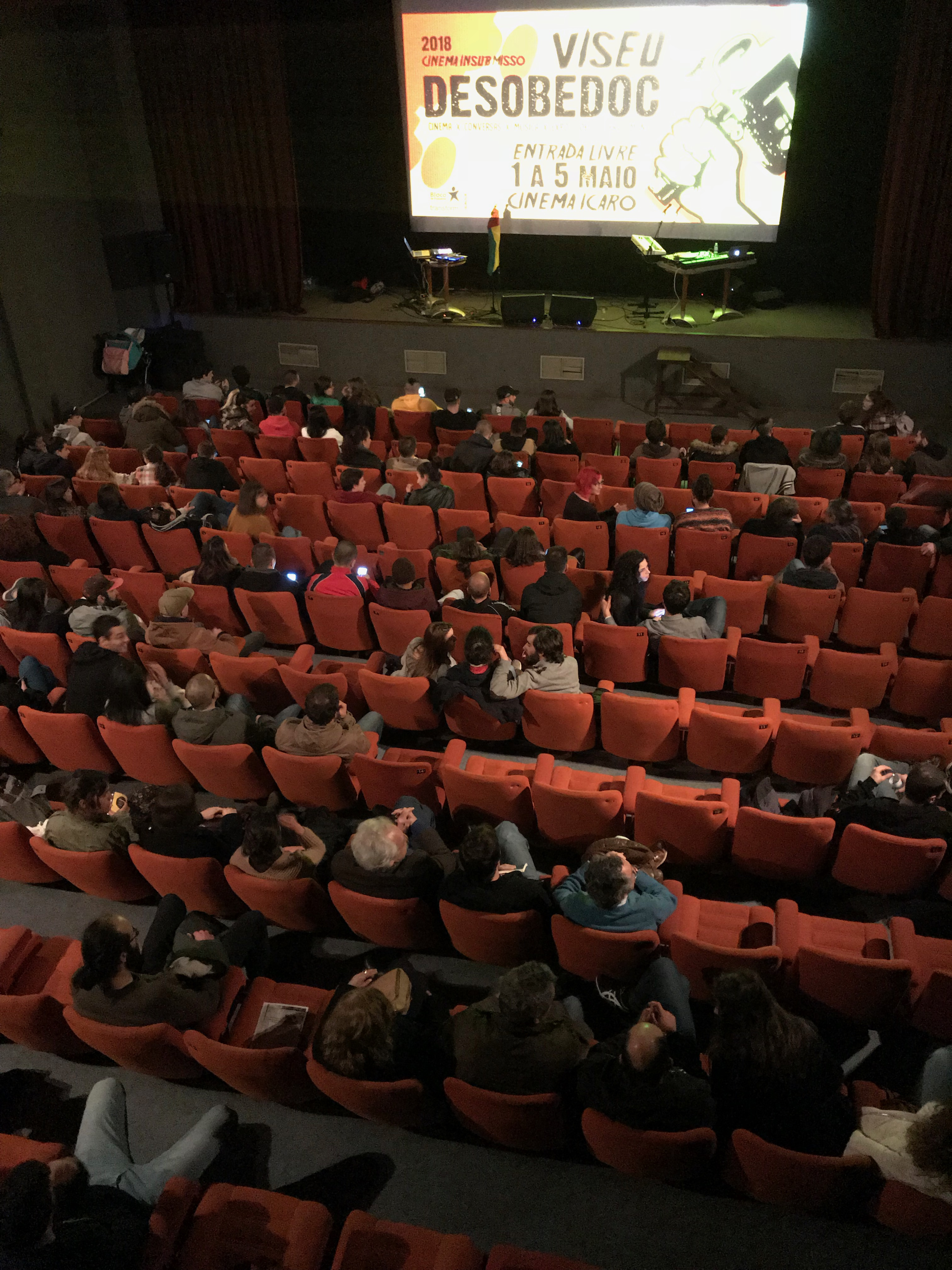
Desobedoc Viseu 2018 - Cinema Ícaro

A plataforma tem as suas raízes numa manifestação que teve lugar em Viseu em 15 de Maio de 2005, para protestar contra o assédio de que estava a ser alvo a comunidade LGBTI+ local. Foi criada no sentido de coordenar o evento anual da Marcha LGBTI+ de Viseu, cuja primeira edição foi em Outubro de 2018, com o apoio de várias associações do Porto, Bragança, Vila Real e Coimbra, tendo reunido mais de mil pessoas. Esta foi a primeira marcha deste tipo na cidade de Viseu. Destaca-se principalmente o evento de 11 de Outubro de 2020, por ter sido a primeira manifestação pública nesse ano a favor dos direitos humanos, devido aos efeitos da Pandemia de Covid-19, tendo sido classificada pelo jornal Público como «um acto de resistência e de resiliência».
Além da marcha anual, a plataforma também marcou presença noutros eventos deste género, tendo por exemplo sido responsável pela coordenação de uma greve feminista em Viseu em 8 de Março de 2019, como parte de um movimento maior que foi organizado em várias cidades do país. Nesse mês, vários membros da plataforma assistiram à leitura do acórdão judicial sobre um polémico caso de violência doméstica, tendo criticado duramente a decisão do tribunal de Viseu de absolver o alegado agressor. António Gil comentou aos jornalistas que «Se uma mulher tiver autonomia financeira, se for reconhecida como uma pessoa com determinados atributos, então parece não ter os mesmos direitos que as outras mulheres e que todas as mulheres deveriam ter».
Em Junho de 2020, organizou uma marcha contra a violência ligada ao racismo, e que foi motivada pela morte do afro-americano George Floyd, durante uma operação policial nos Estados Unidos da América. Em Novembro de 2021, no âmbito das comemorações do Dia Internacional pela Eliminação da Violência contra as Mulheres, expôs um monumento composto por 23 mantas de retalhos, cada uma em memória de uma mulher assassinada em Portugal nesse ano.
Em Abril de 2023, a plataforma instalou um mural alusivo à Revolução de 25 de Abril de 1974 nas imediações da esquadra da Polícia de Segurança Pública, em Viseu. Também nesse mês, um dos membros da Plataforma Já Marchavas, José Lopes, foi entrevistado pelo jornal Diário de Notícias sobre os graves problemas de habitação no país, tendo afirmado que as rendas tinham aumentado cerca de 54% entre 2018 e 2022, e apontado o crescente problema da especulação imobiliária em Viseu, com «3461 casas vazias», que não eram «devolutas», mas «propriedade de fundos imobiliários, estão prontas a habitar». Afirmou igualmente que «a estratégia local de habitação de Viseu identifica 1121 pessoas a viver em condições indignas, e 89 agregados sem condições de habitabilidade, além de termos 108 barracas ou semelhantes. A empresa municipal de habitação (Habisolvis) recebeu 250 pedidos de habitação de emergência no ano de 2021. Sem contar que 8,2% das casas do concelho estão sobrelotadas, segundo os últimos censos».
Uma das figuras mais destacadas ligadas à Plataforma Já Marchavas é a psicóloga Bárbara Xavier, que foi cabeça de lista do Bloco de Esquerda pelo círculo eleitoral de Viseu, nas Eleições legislativas de 2019.

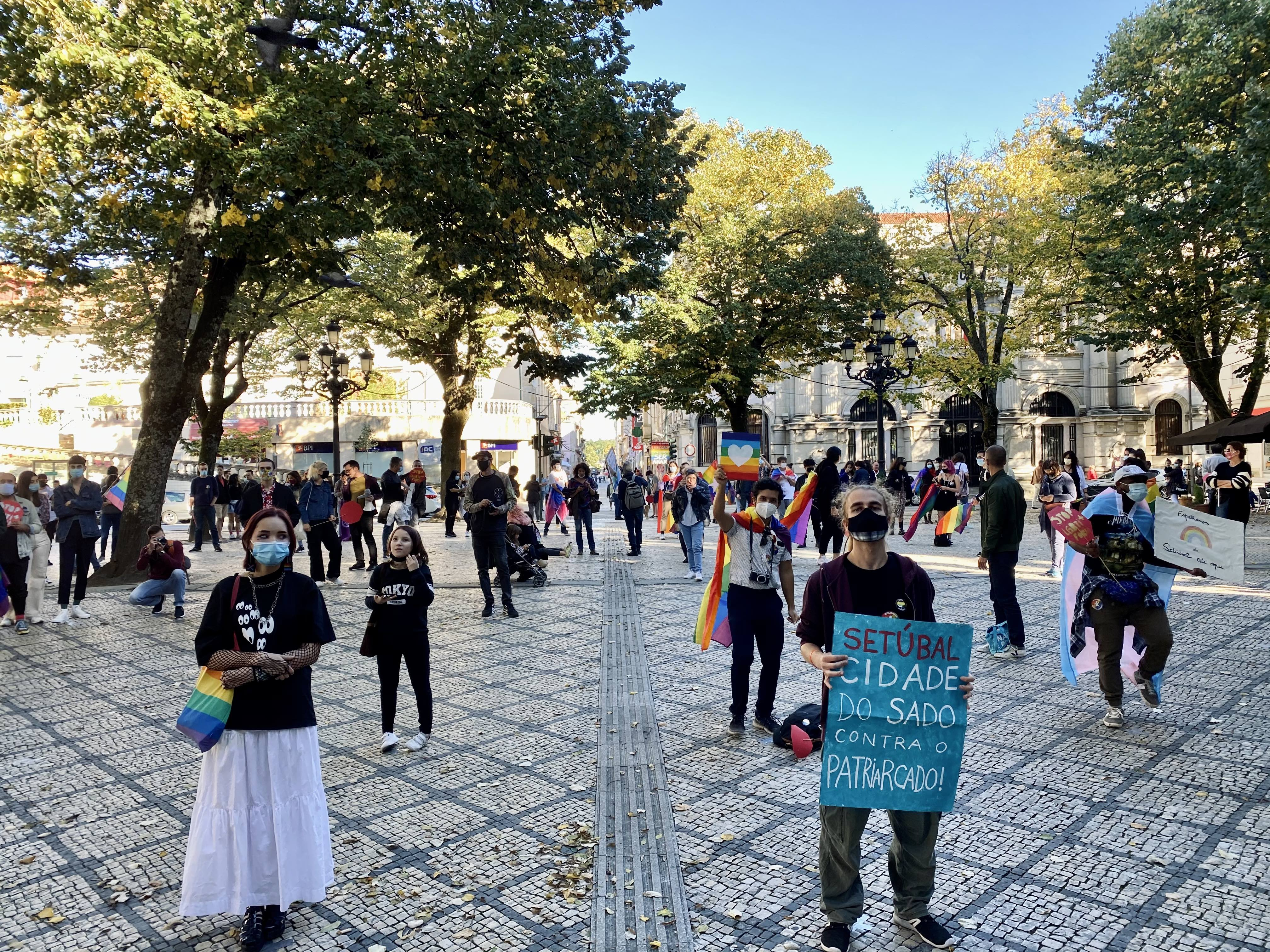
3.ª Marcha de Viseu Pelos Direitos LGBTI+ (Rossio)

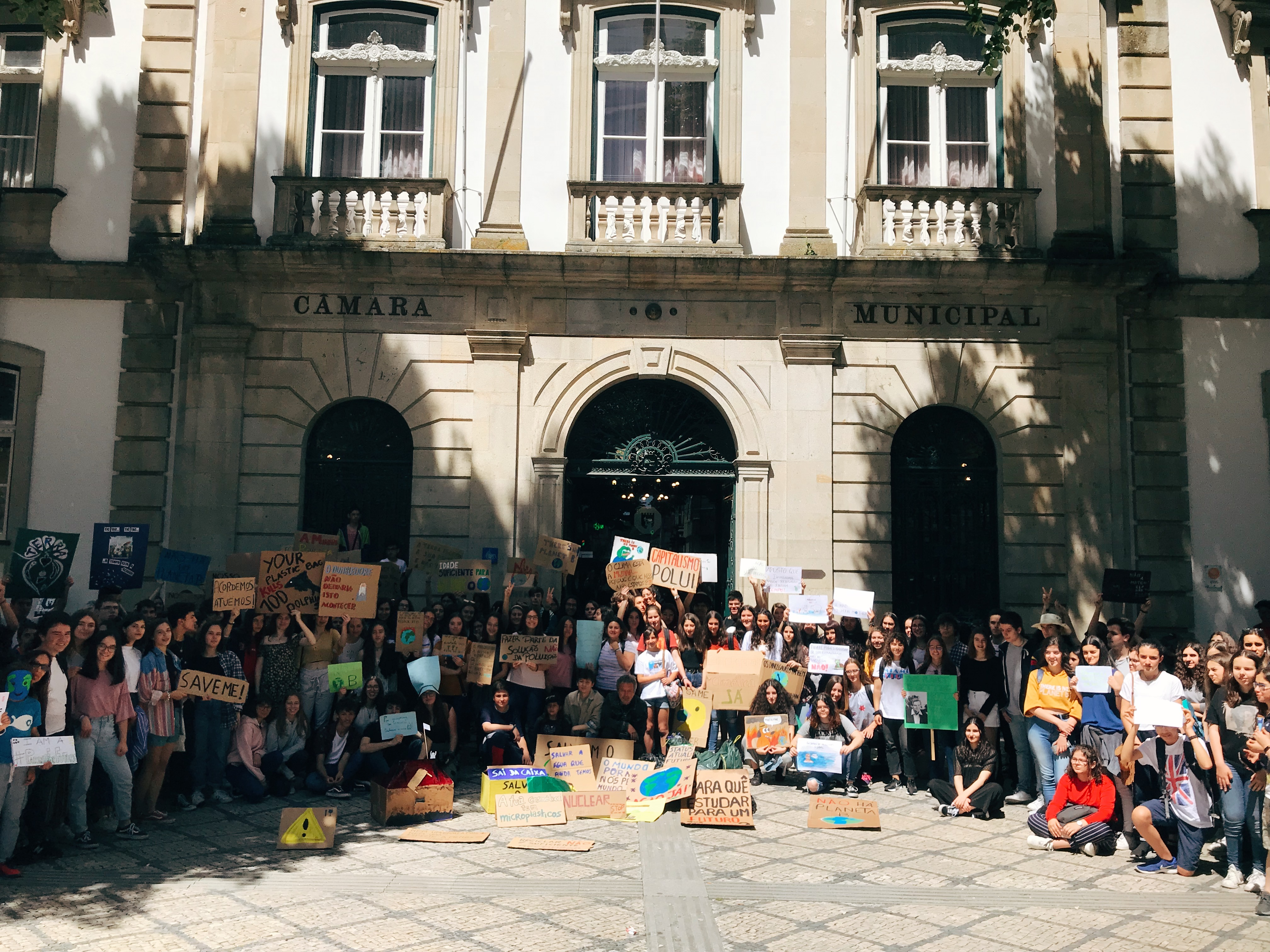
Greve Climática Estudantil de Viseu (2019)

| Ano  | Ação                                                              | Lema                                                                                | Data             | Número de Participantes (estimativa) |
| ---- | ----------------------------------------------------------------- | ----------------------------------------------------------------------------------- | ---------------- | ------------------------------------ |
| 2018 | Já Marchavas! - 1.ª Marcha Pelos Direitos LGBTI+ de Viseu         |                                                                                     | 07 de outubro    | 1000                                 |
| 2018 | Encontro: Pela Democracia, contra o Ódio no Brasil                |                                                                                     | 25 de outubro    | 100                                  |
| 2018 | Marcha Pela Eliminação Da Violência Contra As Mulheres            |                                                                                     | 25 de novembro   | 100                                  |
| 2019 | Concentração Feminista - 8M                                       |                                                                                     | 08 de março      | 150                                  |
| 2019 | Greve Climática Estudantil de Viseu                               |                                                                                     | 24 de maio       | 600                                  |
| 2019 | Greve Climática Global de Viseu                                   |                                                                                     | 27 de setembro   | 650                                  |
| 2019 | 2.ª Marcha de Viseu Pelos Direitos LGBTI+                         | que Viseu e qualquer outra cidade sejam as melhores cidades para viver (para todxs) | 20 de outubro    | 300                                  |
| 2019 | Vigília pela Eliminação da Violência Contra as Mulheres           |                                                                                     | 25 de novembro   |                                      |
| 2020 | Homenagem a Giovani                                               |                                                                                     | 11 de janeiro    |                                      |
| 2020 | 8M - Concentração Feminista                                       |                                                                                     | 08 de março      |                                      |
| 2020 | A Rua em Tua Casa                                                 |                                                                                     | de Março a Abril |                                      |
| 2020 | Somos Abril                                                       |                                                                                     | 25 de abril      |                                      |
| 2020 | Vigília Contra a Violência Racista e Xenófoba                     |                                                                                     | 06 de junho      | 150                                  |
| 2020 | Há Racismo e Continua a Matar! - Vigília e Protesto               |                                                                                     | 01 de agosto     | 100                                  |
| 2020 | 3.ª Marcha de Viseu Pelos Direitos LGBTI+                         | Transformar hoje para ter voz amanhã!                                               | 11 de outubro    | 300                                  |
| 2020 | Vigília pela Eliminação da Violência Contra as Mulheres           |                                                                                     | 25 de novembro   | 100                                  |
| 2020 | Dia Internacional dos Direitos Humanos                            |                                                                                     | 10 de dezembro   |                                      |
| 2021 | 8M: Construção de Mural - A Pandemia é Machista!                  |                                                                                     | 8 de março       |                                      |
| 2021 | 4.ª Marcha de Viseu Pelos Direitos LGBTQIA+                       | O orgulho existe, resiste e sai à rua!                                              | 10 de outubro    |                                      |
| 2021 | Dia Internacional pela Eliminação da Violência Contra as Mulheres |                                                                                     | 25 de novembro   |                                      |
| 2022 | 8M: Pela igualdade no espaço social e político                    |                                                                                     | 8 de março       |                                      |
| 2022 | Dia do Orgulho                                                    |                                                                                     | 28 de junho      |                                      |
| 2022 | 5.ª Marcha de Viseu Pelos Direitos LGBTQIA+                       | Um movimento em marcha!                                                             | 9 de outubro     |                                      |
| 2022 | Dia Internacional pela Eliminação da Violência Contra as Mulheres |                                                                                     | 25 de novembro   |                                      |
| 2023 | 8M: Assembleia Feminista                                          |                                                                                     | 8 de março       |                                      |
| 2023 | Casa Para Viver!                                                  |                                                                                     | 1 de abril       |                                      |